# Slivoň bluma
Slivoň bluma (Prunus domestica subsp. pomariorum) patří do rodu dvouděložných rostlin z čeledi růžovitých. Bluma je pravděpodobně křížencem slivoně trnky a slivoně myrobalán. Planá forma blumy není známa.[zdroj?] Taxonomické zařazení je neustálené, bývá vnímána buď jako jeden z podrodů slivoně švestky (Prunus domestica), nebo skupina kultivarů v rámci slivoně slívy (Prunus insititia). Tyto druhy a jejich kříženci se pěstují pro plody, lidově nazývané švestky, pološvestky, blumy, renklódy, ryngle, karlátka aj.
Je to strom se silnějšími beztrnnými větvemi, vysoký asi 5 až 8 metrů. Pro zajištění plodnosti se musí roubovat. Listy mají stejný tvar jako u švestky, ale jsou větší. Květy jsou bílé, po oplodnění na místě květu vyroste dužnatý plod žluté, červené či modré barvy a podlouhle kulatého tvaru, přibližně 5 cm v průměru. Plod dozrává v červenci až srpnu, obsahuje velkou zploštělou špičatou pecku.